# Star Wars: Episodio III - La vendetta dei Sith (fumetto)
Star Wars: La vendetta dei Sith (Star Wars: Revenge of the Sith in inglese) è una serie a fumetti statunitense, pubblicata in quattro parti a cadenza settimanale dalla Dark Horse Comics tra il 16 marzo e il 20 aprile 2005, scritta da Miles Lane e disegnata da Doug Wheatley.
È l'adattamento ufficiale del film Star Wars: Episodio III - La vendetta dei Sith e il terzo ed ultimo facente parte della trilogia prequel. Insieme ai suoi due predecessori, è da considerarsi parte dell'Universo espanso.

## Differenze tra fumetto e film
La maggior parte delle differenze tra l'adattamento a fumetti e la versione cinematografica, comprendono delle scene che nel film sono state tagliate:
- Il salvataggio del cancelliere nel fumetto, include una scena in cui Anakin e Obi-Wan, a bordo della nave ammiraglia di Grievous, si fanno strada nello scafo dell’Invisible Hand.
- Nello scontro iniziale, il Conte Dooku perde una sola mano tagliata dalla spada laser di Anakin; nel film le perde entrambi.
- Poco prima di morire, Dooku chiede al cancelliere di proteggerlo. Questa parte sarebbe dovuta essere nel film, ma l'attore Christopher Lee non era d'accordo con il copione, e la battuta fu tagliata.
- Grievous dice a Nute Gunray di trasferirsi sul pianeta Mustafar al ritorno su Utapau, nel film lo fa prima del suo duello con Obi-Wan.
- Il duello di Obi-Wan con il Generale Grievous è molto più corto. Nel film invece, Obi-Wan cavalca un Boga fin sulla piattaforma di sbarco delle navi, dove comabtte contro Grievous.
- La battaglia di Kashyyyk non viene mostrata.
- Durante l'Ordine 66, vengono mostrate le morti di Luminara Unduli, Quinlan Vos e Barriss Offee.
- Il raid di Anakin nel Tempio Jedi non viene mostrato nel fumetto.
- Il combattimento tra Anakin e Obi-Wan è stato accorciato rispetto alla versione cinematografica.
- Su Polis Massa, si vede Yoda comunicare telepaticamente con Qui-Gon Jinn attraverso la Forza.
- Alla fine dell'adattamento, viene mostrato l'arrivo di Yoda sul pianeta Dagobah.